# Mega Sweden FAD
Mega Sweden FAD är ett årligt så kallat megaevent inom sporten geocaching.  Under eventen som lockar runt 1000 besökare från Sverige och många andra länder träffar man andra geocachare, har möjlighet att delta i föreläsningar och aktiviteter samt träffa leverantörer på en minimässa. Huvudmomentet under alla Mega Sweden FAD är mörkercaching, förslagsvis med pannlampa och annan utrustning. En del av de tiotal geocacher som släpps under eventet är tillfälliga och kan bara registreras som funna under en begränsad tid i samband med eventet. 
Det första FAD-eventet hölls 2003 och de första 10 åren hölls eventen i västra Sverige men 2013 blev det i Södertälje, 2014 Hässleholm, 2015 Örebro, 2016 Linköping och 2017 i Uppsala. 
2018 arrangerades Mega Sweden FAD den 3 november på Södra berget i Sundsvall.